# Cd (دستور)

cd (به انگلیسی: cd) یکی از دستورهای سیستم عامل داس و خط فرمان ویندوز، و همچنین سیستم‌های عامل لینوکس و یونیکس است. نام این دستور مخفف Change Directory است و گاهی نیز به صورت chdir استفاده می‌شود. با استفاده از این دستور می‌توان پوشهٔ در حال کار را تغییر داد.

## استفاده در خط فرمان
طرز استفادهٔ این دستور در خط فرمان ویندوز به این صورت است:
```
CHDIR [/D] [drive:][path]
CHDIR [..]
CD [/D] [drive:][path]
CD [..]
CD [\]
```

هر خط بالا یک دستور مجزاست.

### مثال‌ها
```
cd "\winnt\profiles\username\programs\start menu"
```

متن بالا به خط فرمان دستور می‌دهد تا از طریق مسیری که به آن داده شده وارد پوشهٔ start menu شود.

علاوه بر اینکه می توانیم از درایو به پوشه مورد نظر بریم می توانیم از مکانی که هستیم به پوشه مورد نظر برویم:
```
cd
 C:\Users\A\windows32

cd
 \A\windows32

```

کاربرد دستور cd : وقتی از دستور cd استفاده کنیم دیگر لازم نیست هر دفعه مسیر پوشه ای که در آن کار می کنیم را برای خط فرمان تعریف کنیم.
اگر پوشه ما مسیر طولانی دارد می توانیم با Shift + right click در پوشه، خط فرمان را باز کنیم و نیازی به تعریف مسیر آن نیست.
وقتی از cd استفاده می کنیم می توانیم با استفاده از TAB پوشه ها را پیدا کنیم. 

## یونیکس
دستور cd برای تعویض پوشه در سیستم‌های شبه یونیکس استفاده می‌شود. این دستور قسمتی از بستهٔ ابزارهای اصلی یونیکس می‌باشد. اگر پوشه به دستور داده شود، شما را به آن پوشه مربوطه منتقل می‌کند در غیر این صورت با زدن دستور تنها به دایرکتوری خانگی منتقل می‌شوید.
روش استفاده به صورت زیر می‌باشد:
```
 
~
]
$
 
cd
 
[
DIRECTORY
]

```

برای بازگشت به پوشهٔ قبلی کافی است از دو نقطهٔ ممتد استفاده کنید:

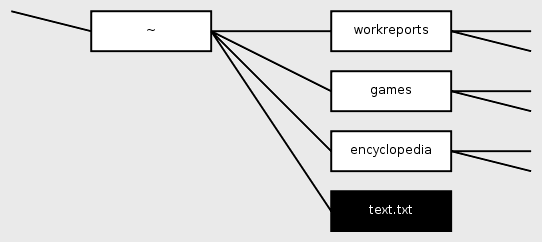
نمونه‌ای از اجرای دستور cd در لینوکس

```
 
~
]
$
 
cd
 
..

```